# コスタ・ビクトリア

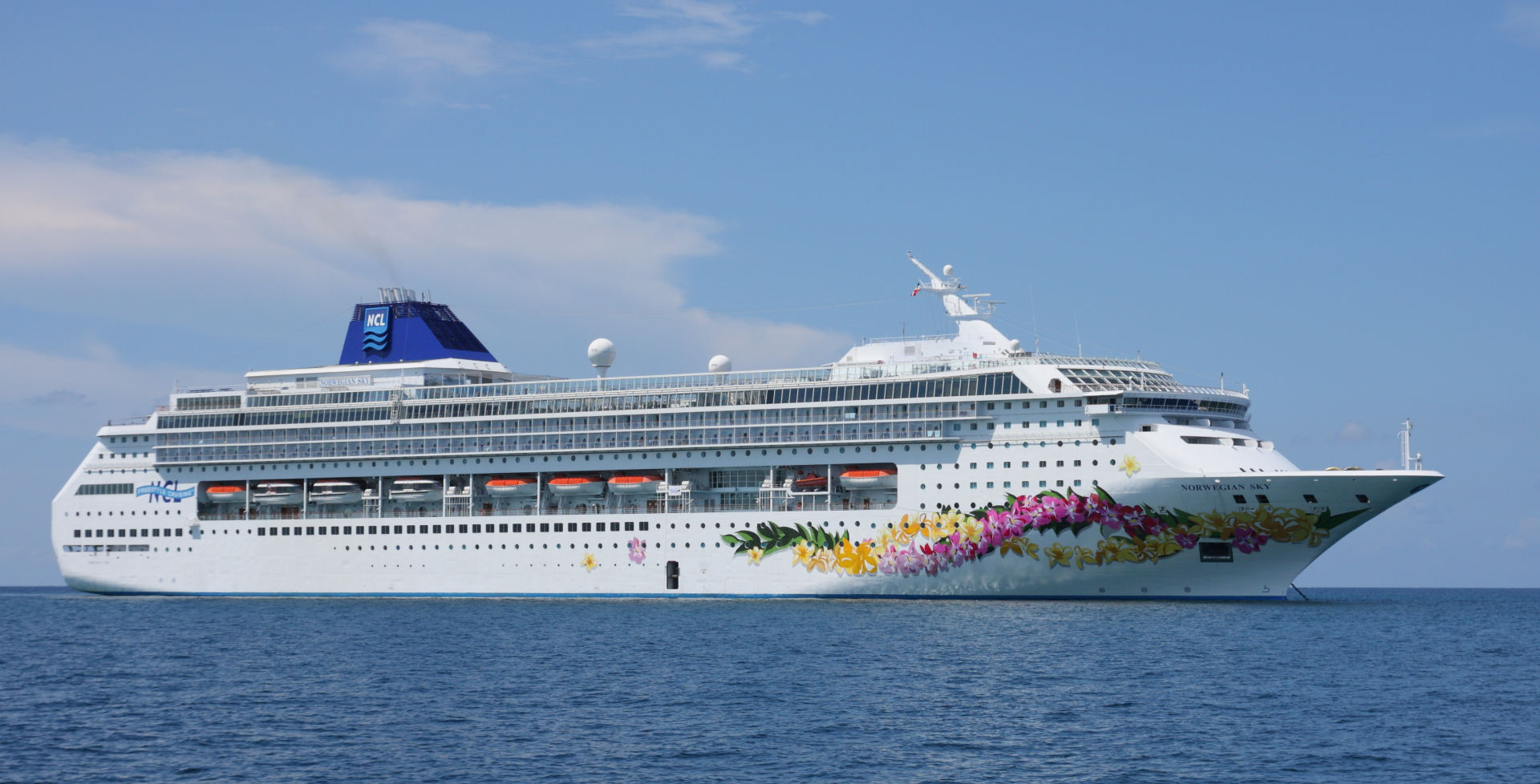
2番船「コスタ・オリンピア」となるはずであった準同型船、NCL「ノルウェージャン・スカイ」（2008年撮影）

コスタ・ビクトリア（イタリア語等：Costa Victoria、日本語表記揺れ：コスタ・ヴィクトリア）は、コスタ・クルーズが運航していたクルーズ客船。

## 歴史
本船は、ドイツ北部はブレーメンのブレーマー・フルカン造船所にて、コスタ・ビクトリア級の1番船として1996年に竣工しようとしていた。しかしこの年、艤装工事中に先の造船所が倒産してしまった。これを受けて、同じヴェーザー川水域の河口部に立地するブレーマーハーフェン市に所在する造船所ロイド・ヴェルフトが最終仕上げを行い、本船は同年7月13日をもって無事竣工した。この時点での船内施設の状態は、客室が964室で、うち573室が海側に面していた。同1996年の7月28日からヴェネツィア起点の地中海クルーズに就航、同年11月10日からはカリブ海クルーズを行い、以降夏期は地中海、冬期はカリブ海に就航している。
なお、若干大型化されて姉妹船「コスタ・オリンピア (Costa Olympia)」として1997年から就航する予定にあった2番船は、ブレーマー・フルカン造船所の倒産によって建造が中断されたが、管財人を務めたノルウェージャン・クルーズラインに未完成のまま売却され、この船もロイド・ヴェルフトが建造を引き継ぐことになった。1996年10月6日に進水したが、その後はしばらく進展が無く、1999年7月28日になってようやく竣工し、「ノルウェージャン・スカイ (Norwegian Sky)」として就航し始めている。
2004年1月12日から2月7日の間に大規模な改装を行われ、ロイド・ヴェルフトでデッキ9、10の海側客室（アウトサイド・キャビン）242室とデッキ11のスイート4室にベランダが新設されるなどした。
2012年（平成24年）からは通年でアジアに配船されており、11月から3月にかけては東南アジア、4月から10月にかけては日本・中国・韓国を中心として運航している。2013年（平成25年）には、ゴールデンウィークから9月までの間、H.I.S.とクルーズプラネットが共同でチャーターして日本発着クルーズを行った。
2020年、新型コロナウイルスの影響下で世界中のクルーズ船が稼働しないまま維持費だけが掛かるという大変に厳しい状況に置かれているなか、竣工から24年目を迎えた同船は比較的の「老朽船」となっていたため、解体される運びとなった。世界の同業他社でも同じ事情による廃船処分が行われている。

## ギャラリー

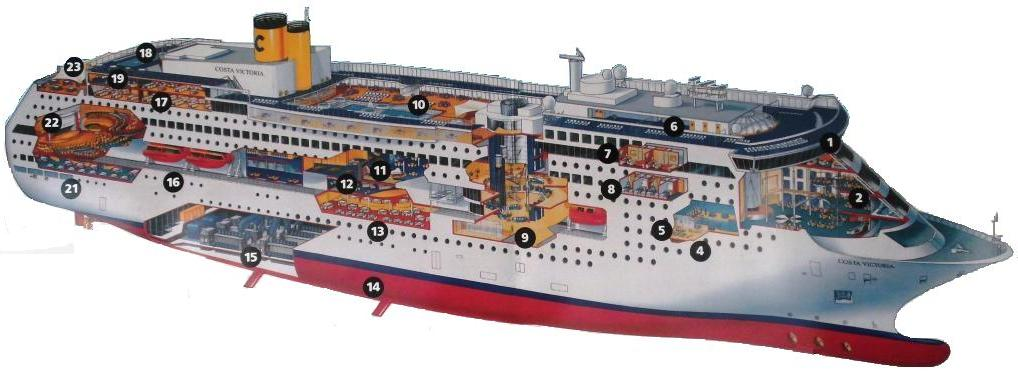
船体の図説
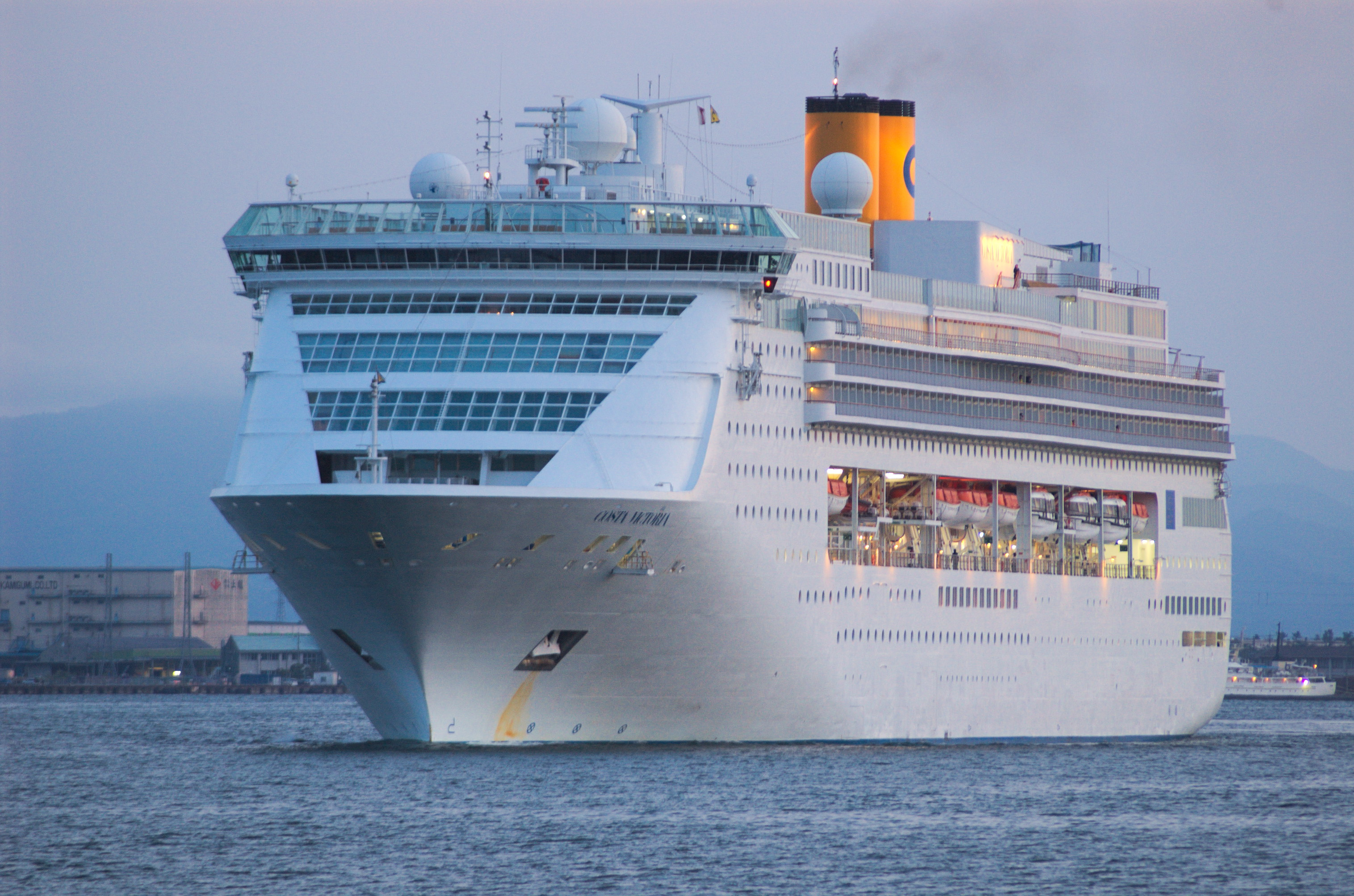
斜め正面より全景（1996年）
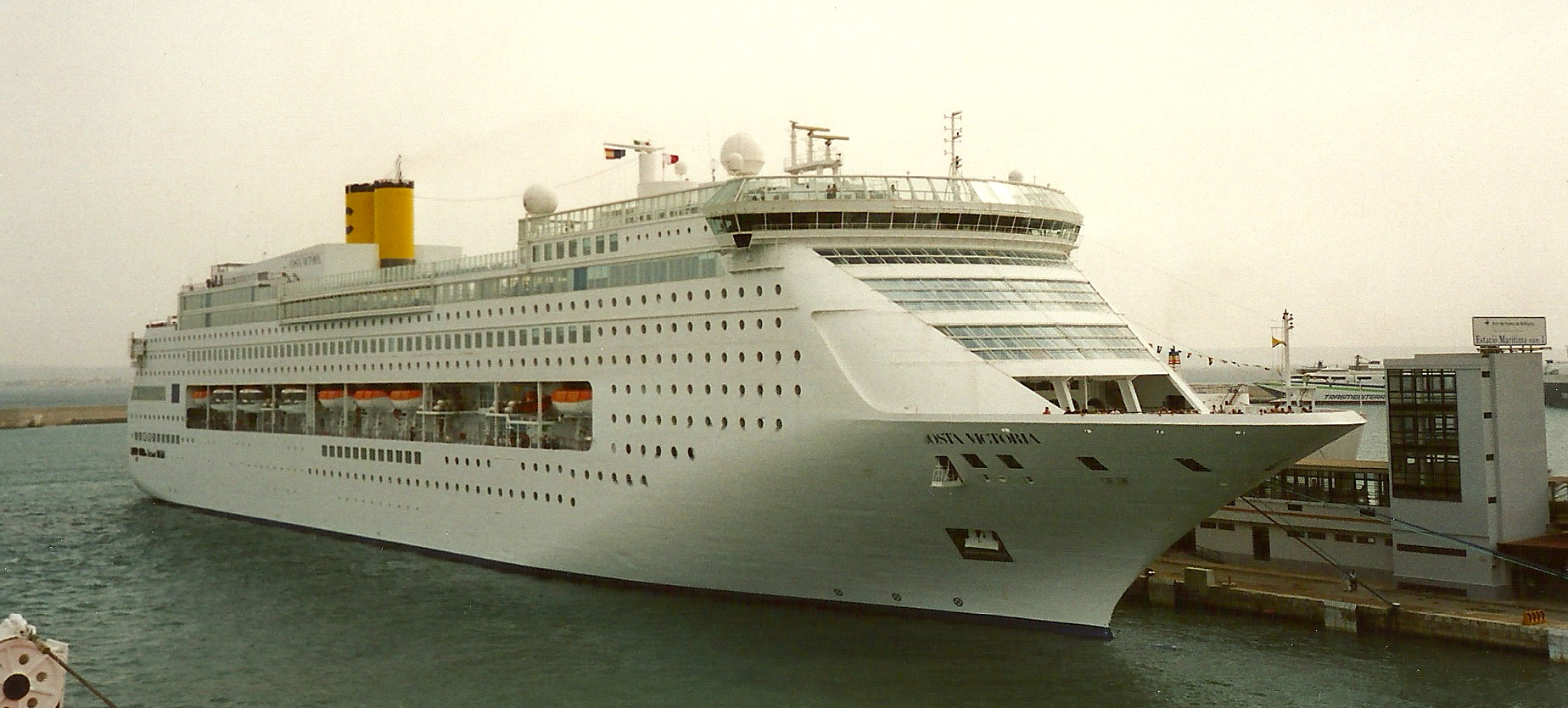
斜め正面より全景（2001年）
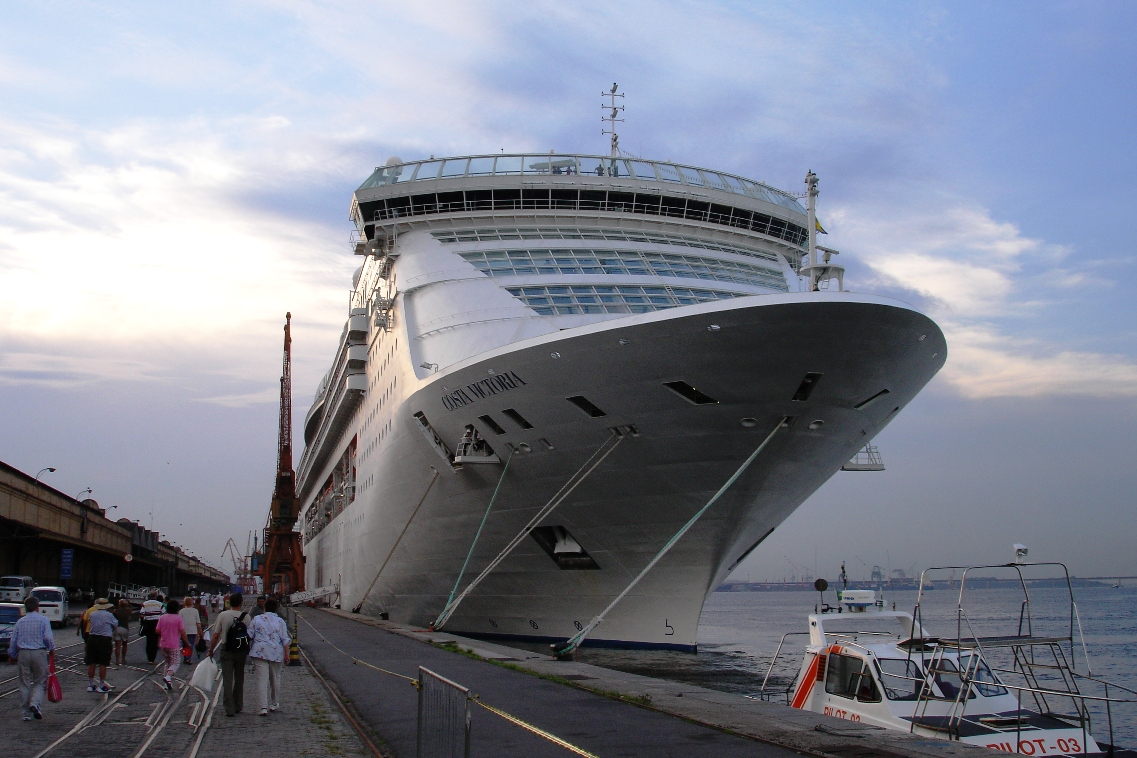
斜め正面より仰ぎ見る（2006年）
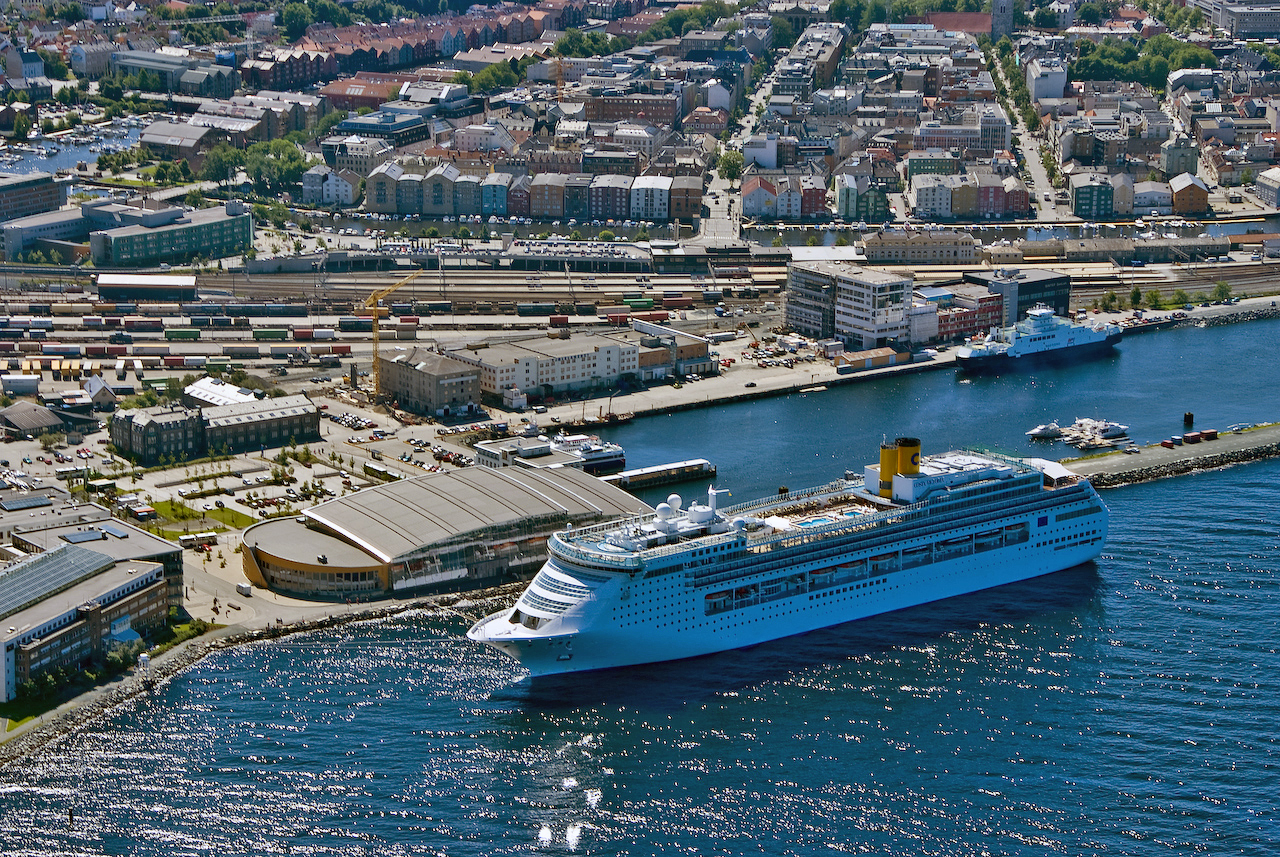
ノルウェーの都市トロンハイムに寄港中（2008年）
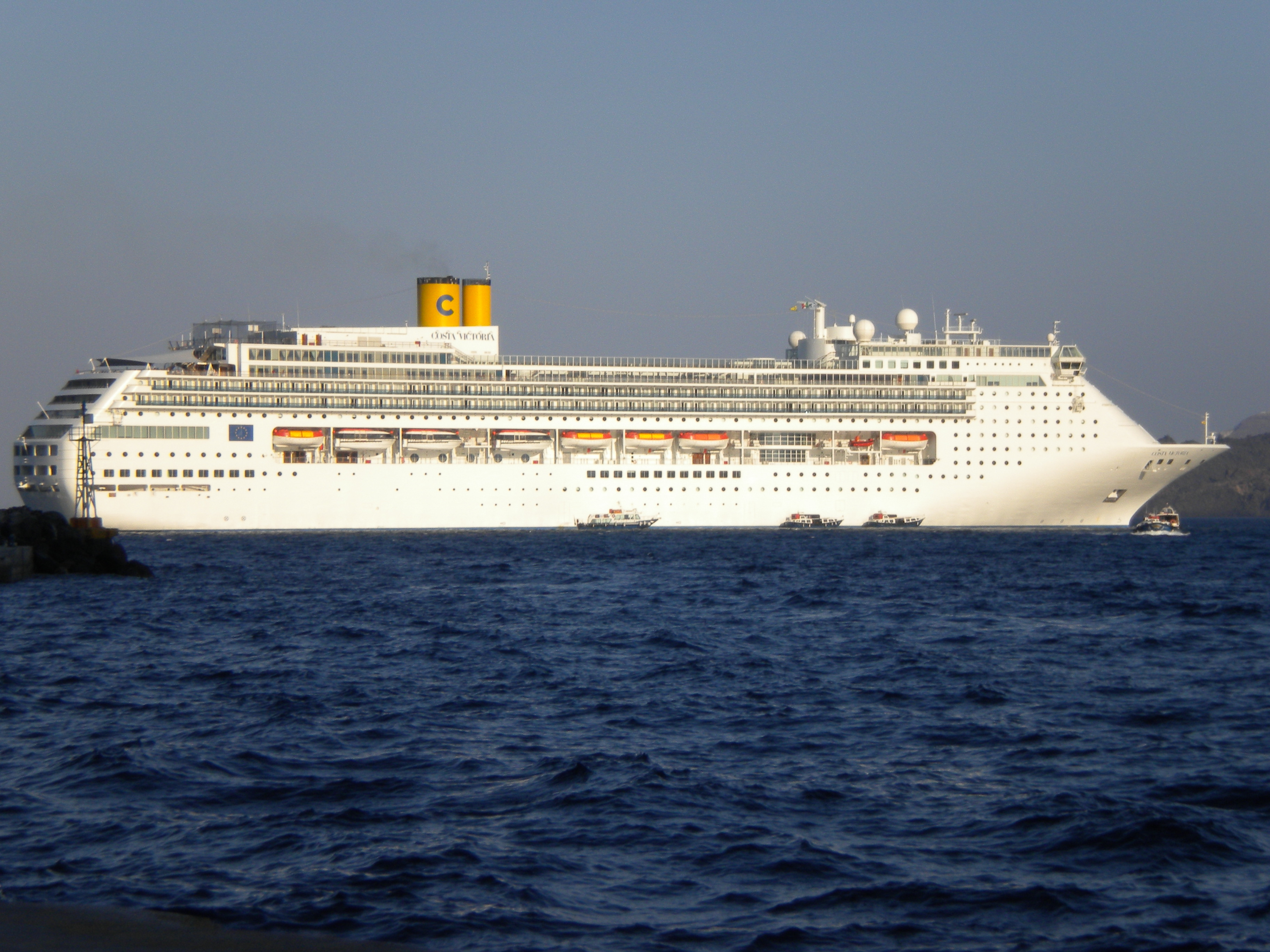
側面全景（2009年）
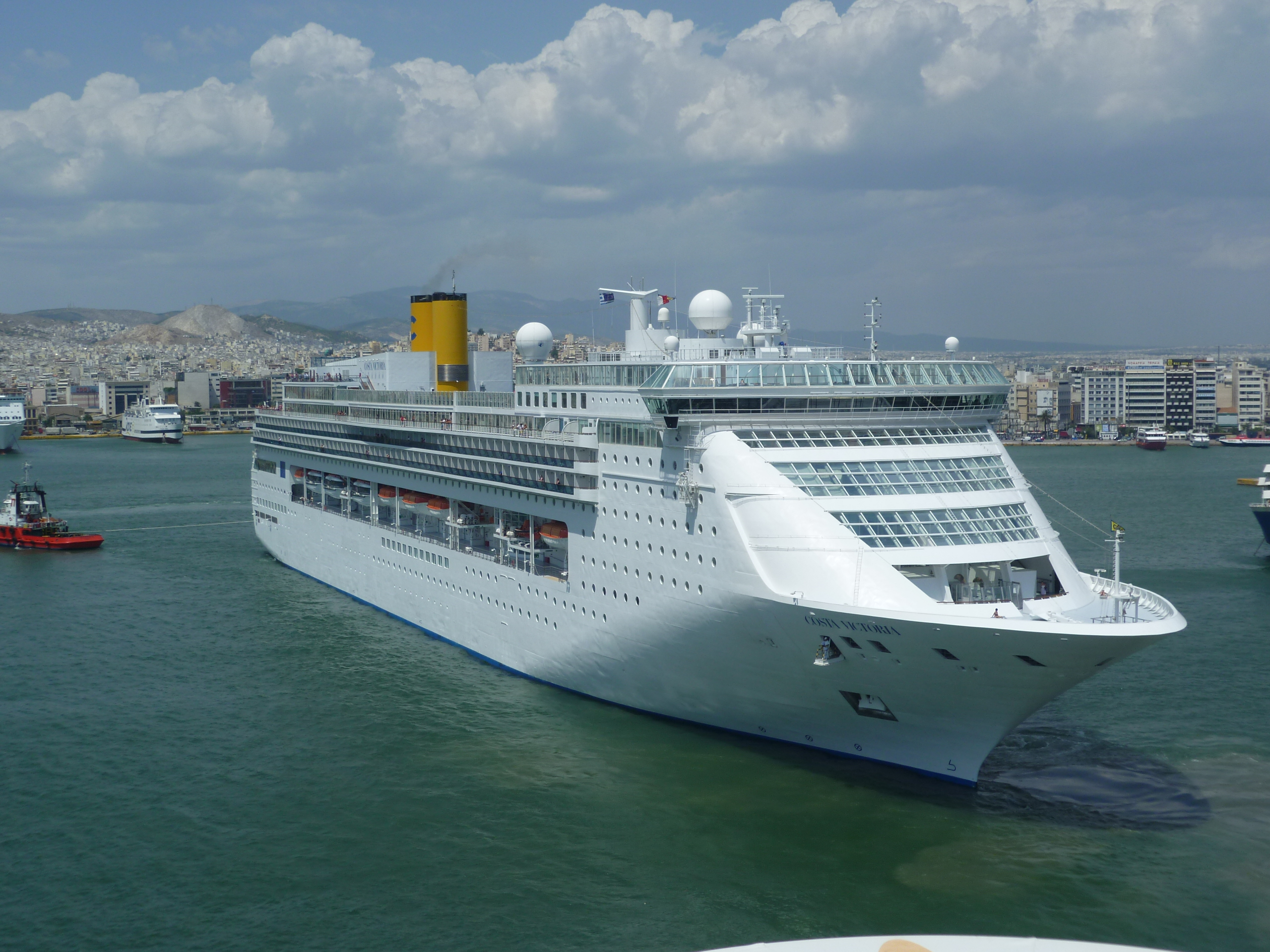
斜め正面より全景（2011年）
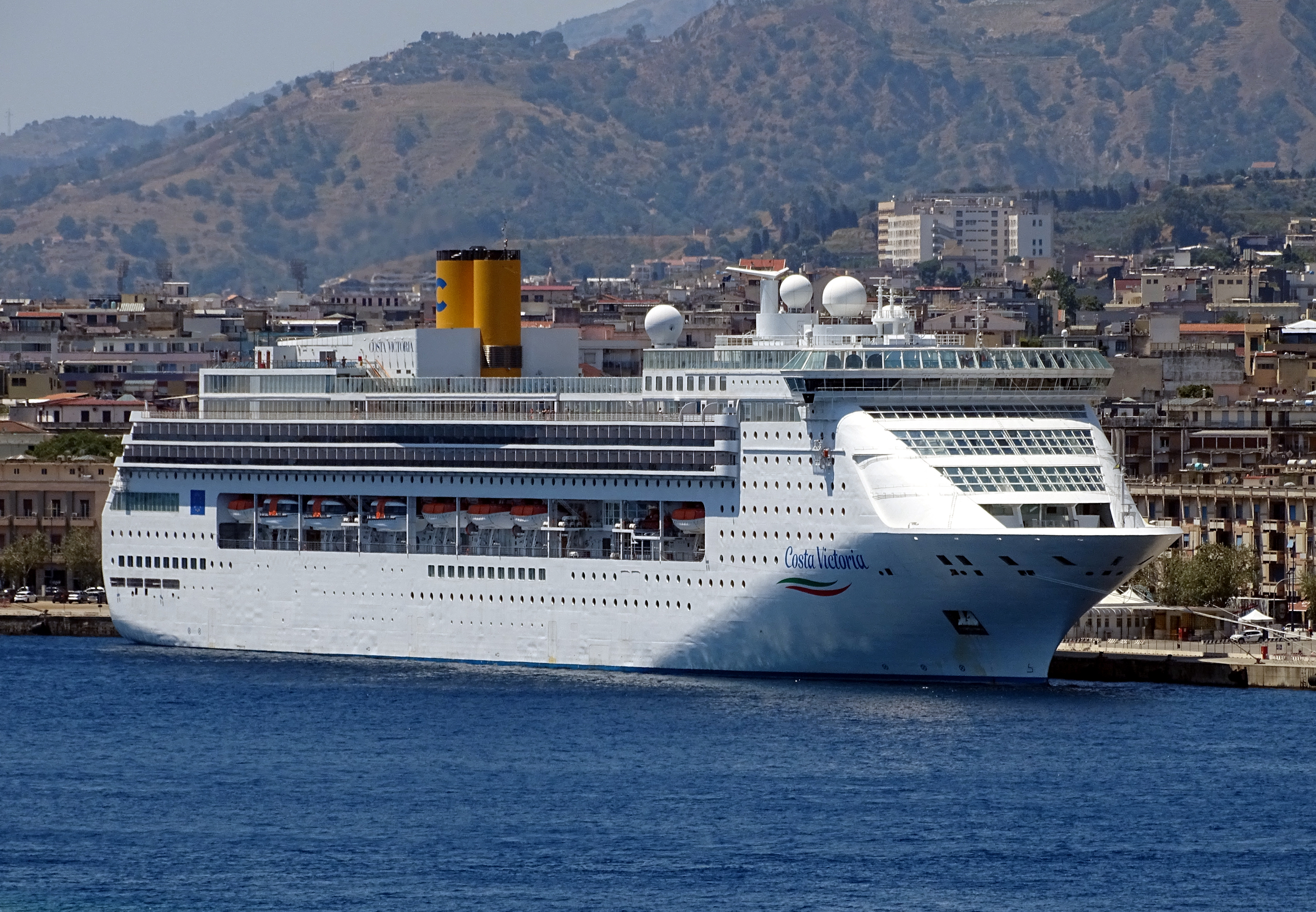
斜め正面より全景（2019年）